# 天神社 (北本市本宿)
天神社（てんじんしゃ）は、埼玉県北本市の神社。

## 歴史
1662年（寛文2年）頃に創建された。この地の名主であった岡野家は、当初は氏神として稲荷社を祀っていたが、1662年（寛文2年）頃に地元の無病息災と五穀豊穣を祈るために、京都の北野天満宮より分霊を勧請して創建された。そういう経緯もあり、当社は岡野家の氏神という側面も持っている。隣の多聞寺が別当寺であった。
1873年（明治6年）、近代社格制度に基づく「村社」に列せられた。

## 文化財
- 算額（北本市指定文化財）[2]
- 本宿の天神社幟（北本市指定文化財）[2]

## 交通アクセス
- 北本駅より徒歩8分。